# 奥深山新
奥深山 新（おくみやま あらた、1967年4月13日 - ）は、日本の俳優である。東京都出身。本名は同じ。東海大学体育学部卒業。特技はヌンチャク、乗馬。身長166cm、体重64kg。数多くのテレビドラマや映画に出演している。

## 出演

### テレビドラマ
- 夜桜お染（フジテレビ）第10話「迷子石」（2004年）
- 遠山の金さん（2007年、テレビ朝日） - 山本半兵衛 役[2]
- その男、副署長（2009年、テレビ朝日） - 高橋健一 役[2]
- 水戸黄門 43部（2011年、TBS） - 伊八 役[2]
- スペシャリスト（2015年2月28日、テレビ朝日） - 岡崎和馬 役[1]
- 科捜研の女（テレビ朝日）
  - SEASON 4（2002年） - 警官 役[1]
  - SEASON 5（2004年） - 井上亘 役[1]
  - SEASON 6（2005年） - 加藤尊則 役[1]
  - SEASON 7（2006年） - 違法薬物の売人 役[1]
  - SEASON 8（2008年） - 木内猛 役[1]
  - SEASON 9（2009年） - 久野学 役[1]
  - SEASON 12（2013年） - 左京西署刑事 役[1]
  - SEASON 13（2013年） - 尾藤充 役[1]
  - SEASON 14（2014年） - 中室孝治 役[1]
  - SEASON 15（2016年） - 後藤の父親 役[1]
  - SEASON 16（2016年） - 沙也加の父親 役[1]
  - 正月スペシャル（2017年1月3日） - 刑事 役[1]
  - 2時間スペシャル（2017年10月15日） - 刑事 役[1]
  - SEASON 17（2017年） - 沙也加の父親 役[1]
  - SEASON 17（2017年） - 警務部の警官 役[1]
  - 2時間スペシャル（2018年10月14日） - 坂東の部下 役[1]
  - SEASON 19（2019年） - 突入隊A 役[1]
- 三屋清左衛門残日録 登場篇（2016年2月6日、時代劇専門チャンネル） - 家臣 役[1]
- おみやさん スペシャル（2016年、テレビ朝日） - 警官 役[1]
- 伝七捕物帳（NHK BSプレミアム） 
  - 伝七捕物帳（2016年） - ならず者 役[1]
  - 伝七捕物帳2（2017年） - 長次郎の子分 役[1]
- 必殺仕事人2016（2016年9月25日、テレビ朝日） - 弥助の手下 役
- 連続テレビ小説（NHK）
  - べっぴんさん（2016年） - チンピラ 役[1]
  - わろてんか（2017年） - 泥棒 役[1]
  - スカーレット（2019年） - 大八車人足 役[1]
- 石川五右衛門（2016年、テレビ東京） - 浪人2 役[1]
- 鬼平犯科帳 スペシャル（2016年12月、フジテレビ） - 門人 役[1]
- ドラマスペシャル 検事の本懐（2016年12月3日、テレビ朝日） - 強盗犯 役[1]
- 雲霧仁左衛門3（2017年、NHK BSプレミアム） - 親族の男2 役[1]
- 立花登青春手控え（NHK BSプレミアム）
  - 立花登青春手控え2（2017年） - 喜八 役[1] / 六助 役[1]
  - 立花登青春手控え3（2018年） - ならず者 役[1]
- 遺留捜査 第4シリーズ 第6話（2017年8月17日、テレビ朝日） - 矢口健一 役[1]
- ドクター彦次郎（2017年8月20日、テレビ朝日） - 警官 役[1]
- 無用庵隠居修行（2017年9月15日、BS朝日） - 半兵衛吹き替え[1]
- 名奉行!遠山の金四郎（2017年9月25日、TBS） - 鳥居の忍び 役[1]
- 吹く風は秋（2017年10月、時代劇専門チャンネル） - 千次 役[1]
- 水戸黄門（BS-TBS） 
  - 第1部（2017年） - 古川兵庫 役[1]
  - 第2部（2019年） - 下田 役[1]
- ドラマスペシャル 松本清張 鬼畜（2017年12月24日、テレビ朝日） - 刑事 役[1]
- 雨の首振り坂（2017年、時代劇専門チャンネル） - 前坂子分 役[1]
- 眠狂四郎 The Final（2018年2月17日、関西テレビ） - 覆面の男 役[1]
- 荒神（2018年2月17日、NHK BSプレミアム） - 弾正配下 役[1]
- くノ一忍法帖 蛍火（2018年、BSジャパン） - 酔っ払い浪人 役[1]
- 小吉の女房（2019年、NHK） - 地回り 役[1]
- 京都タクシードライバーの事件簿（2019年2月4日、TBS） - 宝石強盗 役
- 刑事ゼロ（2019年、テレビ朝日） - アクションクルー[1]
- スローな武士にしてくれ〜京都 撮影所ラプソディー〜（2019年3月23日、NHK） - アクションクルー[1]
- 大奥 最終章（2019年3月25日、フジテレビ） - アクションクルー[1]
- 無用庵隠居修行3（2019年9月13日、BS朝日） - アクションクルー[1]
- 令和元年版 怪談牡丹燈籠 Beauty&Fear（2019年、NHK BSプレミアム） - 無頼漢 役[1]
- 剣客商売 婚礼の夜（2020年3月13日、フジテレビ） - アクションクルー[1]
- 太陽の子（2020年8月15日、NHK） - 大工の棟梁 役[3]
- 鬼平犯科帳 SEASON1 本所・桜屋敷（2024年1月8日、時代劇専門チャンネル）

### 映画
- 天地明察（2012年）[2]
- 駆込み女と駆出し男（2015年） - 勘助の弟子1 役[1]
- RANMARU 神の舌を持つ男（2016年） - 老婆 役[1]
- 本能寺ホテル（2017年） - 織田家臣 役[1]
- 無限の住人（2017年） - 侍 役[1]
- 関ケ原（2017年） - 高野越中 役[1]
- HiGH&LOW（2017年）[1]
- フォルトゥナの瞳（2019年） - アクションクルー[1]
- 少年たち（2019年） - アクションクルー[1]
- 決算！忠臣蔵（2019年） - 刺客 役[4]
- 死神遣いの事件帖（2020年公開予定） - アクションクルー[1]
- HOKUSAI（2021年公開予定） - 新吉 役[5]
- 大コメ騒動（2021年公開予定） - アクションクルー[1]
- 燃えよ剣（公開日未定） - 長州者1 役[6]
- 天外者（公開日未定） - 供回りの薩摩藩士 役[1]

### 舞台
- 浅野ゆう子座長 女ねずみ小僧捕物帳（2016年） - 蔵人の家臣紺野・捕手 役[1]

### CM
- KIRIN淡麗（2016年） - アクションクルー[1]
- サントリー 焙炉師研修（2017年） - 150年前の焙炉師 役[1]
- 豊和開発（2017年） - いかす侍 役[1]
- HEP FIVE（2019年） - アクションクルー[1]